# Heikki Liimatainen
Heikki Liimatainen (Finlandia, 14 de marzo de 1894-24 de diciembre de 1980) fue un atleta finlandés, especialista en la prueba de campo a través por equipo en la que llegó a ser campeón olímpico en 1924.

## Carrera deportiva
En los JJ. OO. de París 1924 ganó la medalla de oro en el campo a través por equipo, consiguiendo un total de 11 puntos, por delante de Estados Unidos (plata) y Francia (bronce), siendo sus compañeros de equipo: Paavo Nurmi y Ville Ritola.